# 青木志貴
青木志貴（日语：／ Aoki Shiki，1990年1月14日—）是日本的聲優、舞台演員、主持人、YouTuber。富山縣出身。KD ENTERTAINMENT所屬。血型AB型。

## 人物
祖父是法國人，有1/4的法國血統。
藝名「志貴」的由來是受到《空之境界》的兩儀式影響。
高中時代曾在德州撲克大會獲得優勝。因此被玩家稱為「魔王」，經常在官方頻道演出，同時也經常角色扮演。
其性取向為泛性戀。戶籍上的性別為女性，但自我性别认同为男性。他從小因自己的性別氣質與其他女生不同而受到校園霸凌，曾有做性別重置手術的打算，但因了解到雙性人的存在，並擔心注射激素會使自己的聲音產生變化從而影響到聲優工作而作罷。
2022年11月30日宣布跳槽到其經紀人開設的新公司，隔日正式移籍。

## 演出作品
※粗體字為主要角色。

### 電視動畫
2015年
- 俺物語！！

2017年
- 偶像大師 灰姑娘女孩劇場（二宮飛鳥）

2018年
- 三次元女友 REAL GIRL（筒井薰、中學生）
- 狐狸之聲（月晴[8]）

2019年
- 真・中華一番！（雷恩〈少年〉、觀眾）

2020年
- 龍族拼圖（山崎陸奧子）
- 新哆啦A夢 617 - 裝在手腳上的迷你頭（右手迷你頭）

2021年
- EDENS ZERO 伊甸星原（焰·皋月）
- 進化果實～不知不覺踏上勝利的人生～（羅娜·綺利薩斯）

2022年
- 黑之召喚士（女）

2023年
- 魔術士歐菲 流浪之旅 阿邦拉馬篇（洛蒂莎[9]）
- 冰劍的魔術師將要統一世界（瑪麗亞·布蘭德利）
- 尼爾：自動人形 Ver1.1a（マーガレット）
- EDENS ZERO 伊甸星原（第2期）（焰·皋月[10]）
- 魔術士歐菲 流浪之旅 聖域篇（洛蒂莎）
- 勇者赫魯庫（亞斯塔[11]）
- 轉生成自動販賣機的我今天也在迷宮徘徊（休爾米[12]）
- 星靈感應（雷門瞬[13]）

2024年
- 多數欠（鈴木理科[14]）

2025年
- #空帕斯2.0：陣地攻防戰（莉莉卡[15]）

### 網路動畫
2023年
- Fate/Grand Order 搞不懂的藤丸立香（紫苑·艾爾特納姆·索卡里斯[16]）

2024年
- Fate/Grand Order 搞不懂的藤丸立香 第2期（紫苑·艾爾特納姆·索卡里斯）

### 遊戲
2015年
- 水女孩（早坂奈美[17]）
- 神明與命運覺醒的交叉論題（十六夜費蕾絲[18]）
- 戰國X
- 討鬼傳 極（雪女）
- 新龍之谷
- 妖怪百姬（ぶらぶら、貧乏神）

2016年
- 偶像大師 灰姑娘女孩（二宮飛鳥[19]）
- 偶像大師 灰姑娘女孩 星光舞台（二宮飛鳥[20]）
- 徽章戰士女孩任務（後藤櫻[21]）
- 感染×少女（久須美由羅）
- 公主之塔（璃兔、輝夜的隨從）
- ＃COMPASS 戰鬥神意解析系統 （莉莉卡）

2017年
- 拳皇世界（克里斯、大蛇）
- 少女前線（NZ75）

2018年
- 拳皇全明星（克里斯、大蛇）

2021年
- Fate/Grand Order（雅克·德·莫萊）

2022年
- 拳皇ARENA（克里斯、大蛇）

时间未知
- EDENS ZERO 伊甸星原（焰·皋月）

### 音樂CD
| 發售日  | 名稱                                                 | 演唱名義                                                                                            | 歌曲名稱             | 商業搭配                          |        |
| 2016年  | 2016年                                               | 2016年                                                                                              | 2016年               | 2016年                            | 2016年 |
| ------- | ---------------------------------------------------- | --------------------------------------------------------------------------------------------------- | -------------------- | --------------------------------- | ------ |
| 3月2日  | THE IDOLM@STER CINDERELLA MASTER 043 二宮飛鳥        | 二宮飛鳥（青木志貴）                                                                                | 「」                 | 遊戲《偶像大師 灰姑娘女孩》角色歌 |        |
| 6月29日 | THE IDOLM@STER CINDERELLA MASTER Cool Jewelries! 003 | 鷺澤文香（M・A・O）、速水奏（飯田友子）、橘愛麗絲（佐藤亞美菜）、鹽見周子（ルゥ・ティン）、二宮飛鳥（青木志貴） | 「」 「Near to You」 | 遊戲《偶像大師 灰姑娘女孩》角色歌 |        |
| 6月29日 | THE IDOLM@STER CINDERELLA MASTER Cool Jewelries! 003 | 二宮飛鳥（青木志貴）                                                                                | 「」                 | 遊戲《偶像大師 灰姑娘女孩》角色歌 |        |

## 外部連結
- 青木志貴 ｜ 三木プロオフィシャルウェブサイト （页面存档备份，存于） - 出自三木Production的官方簡歷
- 青木志貴的X（前Twitter）
- shiki aoki的Instagram帳戶
- YouTube上的青木志貴頻道
  - YouTube上的shiki aoki official頻道 - 由三木Production管理的頻道
- 青木志貴的Twitch频道